# Derck Engelberts
Derck Engelberts (Zutphen, 17 maart 1852 - Assen, 27 juni 1913) was een Nederlands politicus.
Engelberts was een antirevolutionair uit Zutphen, die na de verkiezingsoverwinning van de rechterzijde in 1888 Tweede Kamerlid was. Hij verloor in 1891 echter zijn zetel. Twee jaar later kozen de Staten van Gelderland hem tot Eerste Kamerlid. Hij doorliep na advocaat te zijn geweest een loopbaan bij de rechterlijke macht, die hem in Limburg, Zeeland en Drenthe deed belanden.

## Trivia
- In zijn geboorteplaats is in de wijk Leesten een straat naar hem genoemd.

- Biografisch Portaal: 61441047
- Parlement.com: vg09ll0givy4